# Karin Viard
Karin Viard (Rouen, 24 januari 1966) is een Franse actrice.
Viard is de dochter van een offshore installation manager. Het grootste deel van haar jeugd bracht ze bij haar grootouders door. Ze volgde haar middelbare school aan het Corneille-lyceum te Rouen, haalde een diploma stenotypiste en volgde curssussen acteren aan het plaatselijk conservatorium.
Hierna vertrok ze op 17-jarige leeftijd naar Parijs waar ze een acteursopleiding volgde bij Vera Gregh en bij Blanche Salant. Viard speelde in een aantal telefilms en maakte haar debuut als filmactrice in Tatie Danielle (1990) van Étienne Chatiliez. In de jaren negentig speelde ze in succesvolle films als Delicatessen (1991) van Marc Caro en Jean-Pierre Jeunet, en Les Randonneurs (1997) van Philippe Harel. In 2000 werd haar de César voor beste actrice toegekend voor haar rol als zwangere vrouw die door kanker wordt getroffen in Haut les coeurs! van Solveig Anspach. In 2003 kreeg Viard vervolgens een César voor beste vrouwelijke bijrol, voor haar rol in Embrassez qui vous voudrez van Michel Blanc. Voor deze categorie werd ze ook nog eens drie keer genomineerd. In 2005 was ze genomineerd voor haar rol in Le Rôle de sa vie, maar de César voor beste actrice ging dat jaar naar Yolande Moreau. In 2012 was ze weer genomineerd voor dezelfde categorie, dit keer voor haar rol in Polisse maar ze viste opnieuw achter het net. In de periode 2010-2011 speelde ze in een viertal films die het heel goed deden aan de kassa, de komedie Rien à déclarer van Dany Boon voorop. Ook de dramatische komedies Potiche van François Ozon en Ma part du gâteau van Cédric Klapisch en het politiedrama Polisse van Maiwenn genoten veel bijval.

## Filmografie (selectie)

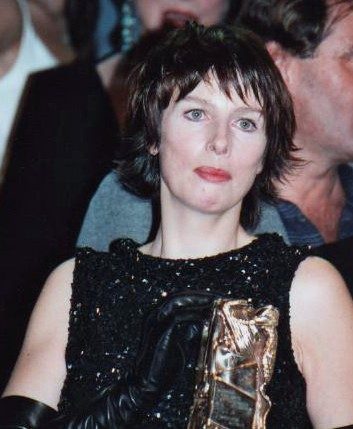
Karin Viard tijdens de cérémonie des César de 2000.

- Tatie Danielle (Étienne Chatiliez) (1990)
- Delicatessen (Marc Caro en Jean-Pierre Jeunet) (1991)
- La Séparation (Christian Vincent) (1994)
- Le fils préféré (Nicole Garcia) (1994)
- Adultère (mode d'emploi) (Christine Pascal) (1995)
- Les Randonneurs (Philippe Harel) (1997)
- Les Enfants du siècle (Diane Kurys) (1999)
- Haut les coeurs! (Sólveig Anspach) (1999)
- L'Emploi du temps (Laurent Cantet) (2001)
- Embrassez qui vous voudrez (Michel Blanc) (2002)
- Je suis un assassin (Thomas Vincent) (2004)
- Le Rôle de sa vie (François Favrat) (2004)
- L'Ex-femme de ma vie (Josiane Balasko) (2004)
- Le Couperet (Costa-Gavras) (2005)
- L'Enfer (Danis Tanović) (2005)
- La Face cachée (Bernard Campan) (2007)
- Paris (Cédric Klapisch) (2008)
- Potiche (François Ozon) (2010)
- Rien à déclarer (Dany Boon) (2011)
- Ma part du gâteau (Cédric Klapisch) (2011)
- Polisse (Maiwenn( (2011)
- Le Skylab (Julie Delpy) (2011)
- Parlez-moi de vous (Pierre Pinaud) (2012)
- Lulu femme nue (Sólveig Anspach) (2013)
- L'amour est un crime parfait (Arnaud en Jean-Marie Larrieu) (2013)
- Week-ends (Anne Villacèque) (2014)
- On a failli être amies (Anne Le Ny) (2014)
- La Famille Bélier (Éric Lartigau) (2014)
- Belles Familles (Jean-Paul Rappeneau) (2015)
- Vingt et une nuits avec Pattie (Arnaud en Jean-Marie Larrieu) (2015)
- Lolo (Julie Delpy) (2015)
- Le Grand Partage (Alexandra Leclère) (2015)
- Les Visiteurs : La Révolution (Jean-Marie Poiré) (2016)
- Le Petit Locataire (Nadège Loiseau) (2016)
- Jalouse (David Foenkinos en Stéphane Foenkinos) (2017)
- Les Fantasmes (David Foenkinos en Stéphane Foenkinos) (2021)

## Prijzen en nominaties

### Prijzen

#### César voor beste actrice
- 2000 - Haut les cœurs !

#### César voor beste vrouwelijke bijrol
- 2003 - Embrassez qui vous voudrez

### Nominaties

#### César voor beste jong vrouwelijk talent
- 1994 - La Nage indienne

#### César voor beste actrice
- 2005 - Le Rôle de sa vie
- 2012 - Polisse
- 2015 - La Famille Bélier
- 2018 - Jalouse

#### César voor beste vrouwelijke bijrol
- 1998 - Les Randonneurs
- 2009 - Paris
- 2011 - Potiche
- 2016 - Vingt et une nuits avec Pattie

- Bibsys: 4019440
- Biblioteca Nacional de España: XX1789650
- Bibliothèque nationale de France: cb14018642f (data)
- Gemeinsame Normdatei: 14056120X
- International Standard Name Identifier: 0000 0001 1954 0152
- Library of Congress Control Number: nr97026770
- MusicBrainz: 8d33212f-e521-47bb-9833-b9b1a4873508
- Nationale Bibliotheek van Israël: 987007459643305171
- Nationale Bibliotheek van Polen: a0000002118202
- Nederlandse Thesaurus van Auteursnamen: 29662764X
- Système universitaire de documentation: 055392784
- Virtual International Authority File: 107244318
- WorldCat: E39PBJyxg8kdgHpgJygMMCq84q